# Chňapálek zlatohřbetý
Chňapálek zlatohřbetý (Caesio xanthonota) je paprskoploutvá ryba z čeledi chňapalovití (Lutjanidae).
Druh byl popsán roku 1853 ichtyologem Pieterem Bleekerem.

## Popis a výskyt
Maximální délka ryby je 40 cm.
Horní třetina těla a ocasní ploutev jasně žlutá, střední třetina modrá a břicho bílé.
Byla nalezena ve vodách Indického oceánu: Východní Afrika až po Indonésii. Nevyskytuje se v Rudém moři a Perském zálivu. Obývá hluboké laguny a korálové útesy. Sdružuje se ve školkách a živý se zooplanktonem. Jedná se o vejcorodou rybu s pelagickými jikrami.